# سان بلاسيد (مترو باريس)
سان بلاسيد (بالفرنسية: Saint-Placide)‏ هي محطة مترو تابعة لمترو باريس تقع في فرنسا في الدائرة السادسة في باريس.[بحاجة لمصدر]